# 友國八郎
友國 八郎（ともくに はちろう、1928年8月7日 - 2022年10月27日）は、日本の実業家。大阪商船三井船舶（現商船三井）元代表取締役会長、同社代表取締役相談役、商船三井最高顧問、社団法人日本海難防止協会会長、一般財団法人海技振興センター会長、一般社団法人日本アルゼンチン協会会長等を歴任した。アルゼンチンコメンダドール勲章受章。

## 人物・経歴
1953年一橋大学商学部卒業、三井船舶（現商船三井）入社。1981年大阪商船三井船舶（現商船三井）取締役。1985年常務取締役。1988年代表取締役専務取締役。1989年代表取締役副社長。1991年代表取締役会長。1994年代表取締役相談役。1996年相談役。1997年小池酸素工業監査役。1998年勲三等旭日中綬章受章。1999年商船三井相談役。2004年商船三井最高顧問。
東郷神社第5代東郷会会長、横浜カントリークラブ理事、財団法人海技教育財団会長、社団法人日本海難防止協会会長、一般財団法人海技振興センター会長、第6代一般社団法人日本アルゼンチン協会会長、日本ニュージーランド経済委員会委員長等を歴任。2017年アルゼンチンOrden de Mayo en el grado de Comendador受章。
2022年10月27日、老衰のため死去。94歳没。

## 著作
- 「東郷センティニアル--トラファルガー、三越のライオン像は何思う」日本工業倶楽部会報 (200) 2002年
- 「祝 海の日 対談 海洋の安全・環境保全のための官民の体制構築」海運 (通号 970) 2008年